# Евридома (спътник)
Вижте пояснителната страница за други значения на Евридома.
Евридома е естествен спътник на Юпитер. Открит е от екипа от астрономи Скот Шепърд, Дейвид Джуит и Ян Клайн на 9 декември 2001 г. Първоначалното означение на спътника е S/2001 J 4. Спътникът носи името на фигурата от древногръцката митология Евридома.
Евридома е малко по размери тяло с диаметър от 3 km и се намира на ретроградна орбита около Юпитер. Принадлежи към групата на Пасифая.